# Torben Grael
Torben Grael (São Paulo, Brasil 1960) és un regatista brasiler, ja retirat, que ha aconseguit guanyar un total de cinc medalles olímpiques.

## Biografia
Va néixer el 22 de juliol de 1960 a la ciutat brasilera de São Paulo. És germà del també regatista i medallista olímpic Lars Grael.

## Carrera esportiva
Va participar, als 24 anys, en els Jocs Olímpics d'Estiu de 1984 realitzats a Los Angeles (Estats Units), on aconseguir guanyar la medalla de plata en la prova masculina de soling al costat de Daniel Adler i Ronaldo Senfft. En els Jocs Olímpics d'Estiu de 1988 celebrats a Seül (Corea del Sud) va aconseguir la medalla de bronze en la classe Star al costat de Nelson Falcao. En els Jocs Olímpics d'Estiu de 1992 celebrats a Barcelona (Espanya) va finalitzar onzè en aquesta mateixa prova al costat de Marcelo Ferreira, si bé en els Jocs Olímpics d'Estiu de 1996 realitzats a Atlanta (Estats Units) van aconseguir la medalla d'or. En els Jocs Olímpics d'Estiu del 2000 realitzats a Sydney (Austràlia) es feren amb la medalla de bronze, si bé en els Jocs Olímpics d'Estiu de 2004 realitzats a Atenes (Grècia) tornaren a aconseguir la medalla d'or.
Al llarg de la seva carera ha guanyat 9 medalles en el Campionat de Món de vela, destacant una medalla d'or l'any 1990.
L'any 2000 fou el guanyador de la Copa Louis Vuitton i posteriorment finalista de la 30a Copa Amèrica de vela amb el vaixell "Luna Rossa", perdent davant el "Team New Zealand". Semifinalista de la Copa Louis Vuitton l'any 2003, fou finalista d'aquesta competició en la prova realitzada a València l'any 2007. Fou el guanyador de la Volvo Ocean Race amb el vaixell "Ericsson 4" la temporada 2008/2009.